# Biemna rhapidophora
Biemna rhapidophora är en svampdjursart som beskrevs av Hallmann 1914. Biemna rhapidophora ingår i släktet Biemna och familjen Desmacellidae.
Artens utbredningsområde är havet kring Australien. Inga underarter finns listade i Catalogue of Life.